# フガジ
フガジ（Fugazi）は、1987年にワシントンD.C.で結成されたポスト・ハードコアバンド。1980年代後半から2000年代前半にかけ活躍し、その音楽性、活動姿勢でシーンに大きな影響を与えた。元マイナー・スレットのイアン・マッケイを中心としたストレート・エッジを理念としたプロジェクトであり、ポスト・ハードコアを牽引した。

## 概要・来歴
フガジは1987年にワシントンの自主レーベルディスコード・レコードのオーナーの一人であるイアン・マッケイ（実際の発音は「マッカイ」が近い）が中心となって結成された。名前の由来は、「Fucked Up, Got Ambushed, Zipped In」から。ベトナム帰還兵の証言を集めたマーク・ベーカー編『NAM 禁じられた戦場の記憶』（原書初版1981年）から取られたベトナム戦争時の隠語である。
フガジ結成期の活動については、ワシントンのハードコア・パンク20年史をドキュメントした書籍『Dance of Days: Two Decades of Punk in the Nation's Capital』（マーク・アンダーセン&マーク・ジェンキンス著、2001年）に詳しい。
1983年にマイナー・スレットが解散したあと、規模が大きくなり暴力沙汰も日常茶飯事となったワシントンのハードコア・シーンにおいて、ディスコード周辺のパンク・コミュニティーが「シーンの中のシーン」という方向性を見出して開始した運動が1985年の「革命の夏」である。人種隔離政策をとる南アフリカの大使館に向けての抗議行動を皮切りに、DIYの手法によるさまざまなメッセージ発信が試みられた。中心となったのは、ライツ・オブ・スプリングやビーフイーターといった、従来のハードコア・パンクの枠を超えた音楽性を志向するバンドと、高校生のデイヴ・グロール（のちにニルヴァーナ、フーファイターズで活躍する）も在籍していたミッション・インポシブルなど若い世代である。イアン・マッケイも、弟アレックが在籍していたフェイスの元メンバーと共にエンブレイスを結成してこれに加わるが、フェイス時代から続くメンバー間の確執は、1986年春、マッケイがジェフ・ネルソンと提携先の英サザン・レコードを訪問している間に修復不能なまでに悪化していた。サザン・レコードのスタジオで音作りを試した録音（後に「Egg Hunt」としてリリース）の出来が気に入ったマッケイとネルソンは、再びバンドを組むことも検討するが、バンドの不仲に懲りたマッケイは一人でじっくり人選することにし、ビーフイーターから紹介されたローディーのジョー・ラリーと共に、はじめて担当するギター・ヴォーカルの練習を続ける。
ドラムは当初、コリン・シアーズ（ダグ・ナスティー）が練習に加わっていたが、ダグ・ナスティーが活動を再開したため、ライツ・オブ・スプリングからベースのメンバーチェンジを繰り返してワン・ラスト・ウィッシュ、ハッピー・ゴー・リッキーとサウンドを変えたバンド活動を続けていたキャンティが呼ばれ、1987年9月3日の初ライブはこの3人での演奏となった。ハッピー・ゴー・リッキーはニューヨークに引越したベーシストがワシントンに戻ったときのみ活動するという状態で、ピチョットも10月のライブで飛び入り参加したのを皮切りに、ローディーとして同行し、ステージでのコーラスとダンスを担当するようになった。

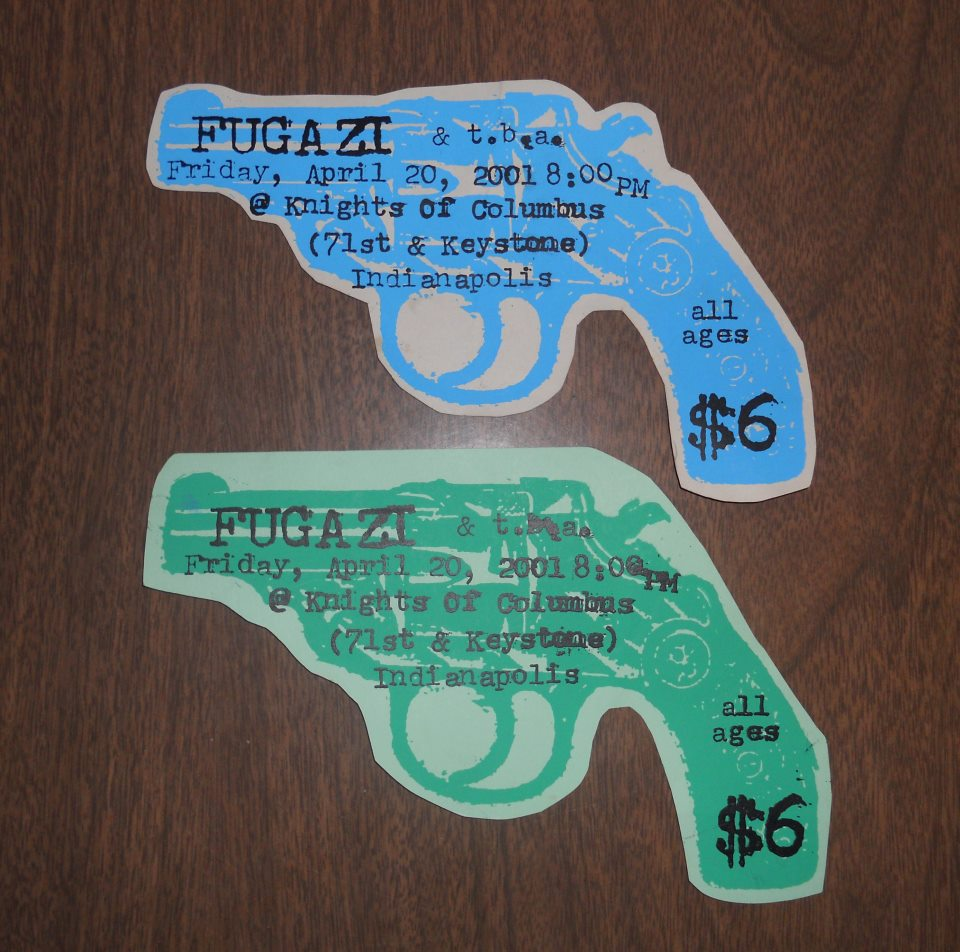
インディアナポリスで開催された2001年からFugaziのコンサートのためのハンドメイドのチケット、インディアナ州。

1988年1月の初レコーディングは、「In Defense of Humans」のみがPositive Force DC企画のコンピレーション『State of the Union』に採用されたが、このデモテープのコピーはバンド公認で流出した。バークリーのギルマン・ストリート・プロジェクトからの出演依頼を機に4月から初の全米ツアー、ワシントンに戻ってすぐEP『Fugazi (通称・7 songs EP)』を録音、9月からのヨーロッパ・ツアーの後、英サザン・レコードで12月にEP『Margin Walker』を録音と、レコードのリリースに先行してライブを中心とする活動を開始している。ハッピー・ゴー・リッキーの解散で正式にメンバーとなったピチョットはこのツアーの後、ギターにも参加するようになる。
最初のツアーから物品販売無し、歌詞カードを配布し、モッシュ行為を諌め、ダブ風のリズム・セクションに合わせて体を動かすことを勧めるというスタイルが取られ、モッシュするものだけをフロアに残し他の客を全員ステージにあげる（1988年5月スポケーン）など、さまざまな伝説的ライブで知られる。ライブ会場の選択も、公共スペースや美術館などいわゆるライブハウス以外の場所を選び、入場料もできる限り低く抑えるという反商業主義の方針を貫いた。

## メンバー

### 最終ラインナップ
- イアン・マッケイ (Ian MacKaye) – ボーカル、ギター、ピアノ (1986年–2003年)
- ジョー・ラリー (Joe Lally) – ベース (1986年–2003年)、ボーカル (1995年–2003年)
- ブレンダン・キャンティー (Brendan Canty) – ドラム、ピアノ (1987年–2003年)
- ガイ・ピチョット(Guy Picciotto) – ボーカル (1988年–2003年)、ギター (1989年–2003年)

### 旧メンバー
- コリン・シアーズ (Colin Sears) – ドラム (1986年)

## ディスコグラフィ

### スタジオ・アルバム
- 『REPEATER+3 SONGS』 - Repeater (1990年)
- 『ステディ・ダイエット・オブ・ナッシング』 - Steady Diet of Nothing (1991年)
- 『イン・オン・ザ・キル・テイカー』 - In on the Kill Taker (1993年)
- 『レッドメディスン』 - Red Medicine (1995年)
- 『エンドヒッツ』 - End Hits (1998年)
- 『アーギュメント』 - The Argument (2001年)

### EP
- Fugazi (1988年)
- Margin Walker (1989年)
- 3 Songs (1990年)
- Furniture (2001年)

### コンピレーション・アルバム
- 『13 SONGS』 - 13 Songs (1989年) ※最初の2枚のEPを1枚にまとめたもの

### サウンドトラック
- 『インストゥルメント』 - Instrument Soundtrack (1999年)

### デモ
- First Demo (2014年)

### 映像作品
- 『INSTRUMENT フガジ:インストゥルメント』 - Instrument: Documentary (2001年) ※ジェム・コーエンによるドキュメンタリー映画